# Estadio Alejandro Villanueva
Das Estadio Alejandro Villanueva ist ein Fußballstadion im Bezirk La Victoria der peruanischen Hauptstadt Lima. Es bietet Platz für 33.938 Zuschauer und ist die Heimspielstätte sowie Eigentum des Fußballvereins Alianza Lima. Die Anlage steht im Stadtteil Matute und gibt dem Stadion seinen Spitznamen Matute.

## Geschichte

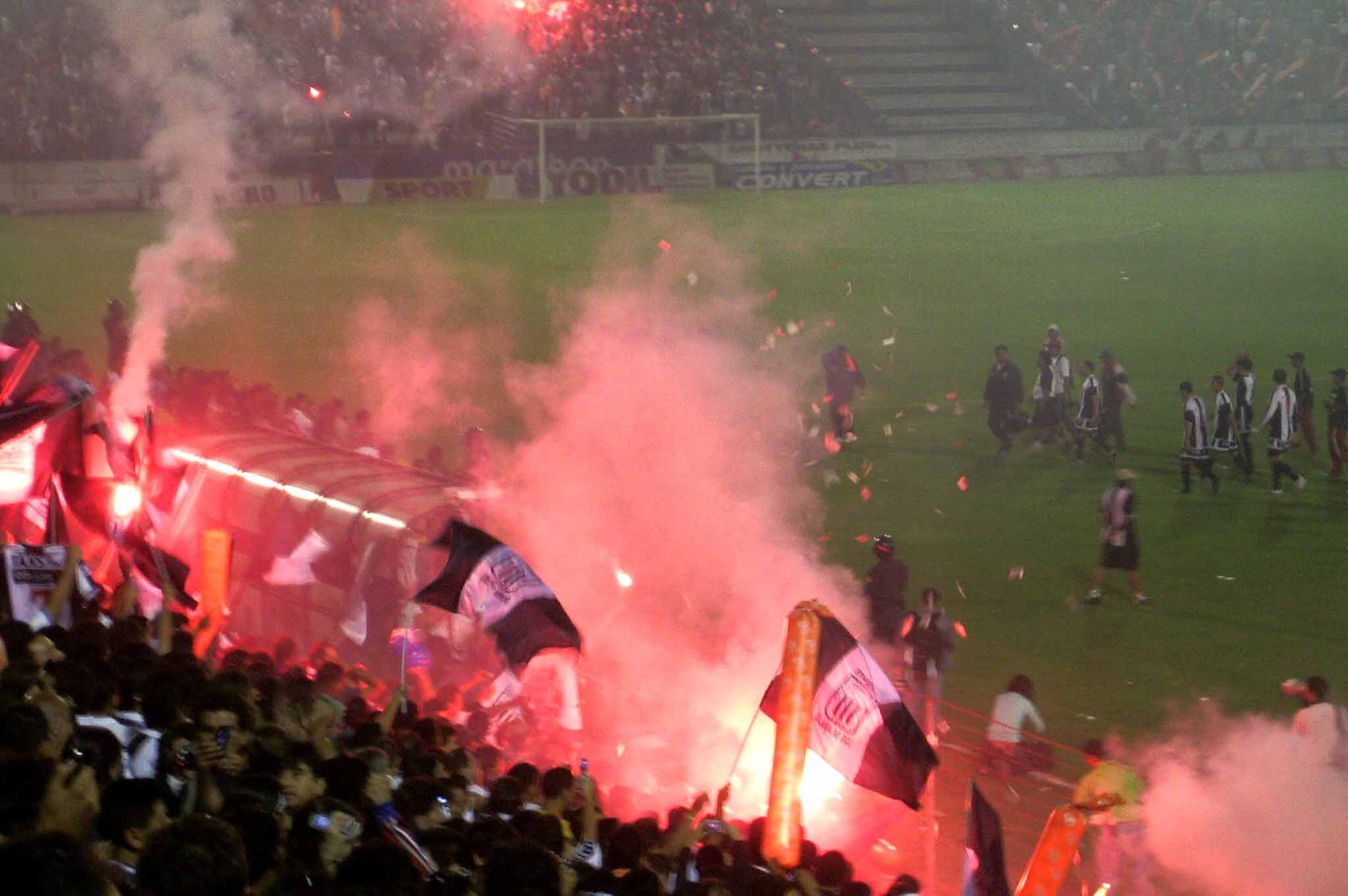
Das Estadio Alejandro Villanueva während des Meisterschaftsspiels Alianza Lima gegen Club Sportivo Cienciano (3:1) im Dezember 2006

Der Bau des Estadio Alejandro Villanueva begann 1969. Nach über fünf Jahren Bauzeit wurde die Arena 1974 fertiggestellt und am 27. Dezember jenes Jahres eingeweiht. Das erste im neuen Stadion ausgetragene Spiel fand zwischen Alianza Lima und dem uruguayischen Club Nacional Montevideo statt. Der Endstand lautete 2:2. Dabei war die Sportstätte gleich im ersten Spiel leicht überfüllt, denn statt der genehmigten 35.000 Zuschauer füllten deren 37.000 die Ränge des Estadio Alejandro Villanueva. 
Bereits 1951 beschloss Alianza Lima den Bau eines Stadions  anlässlich des 50. Gründungstages des Vereins en. Wegen wirtschaftlicher Probleme wurde der Bau jedoch vorerst zurückgestellt. Erst 1969 begann die Errichtung einer neuen Spielstätte. Der Architekt war Walter Lavalleja Sarriés, der auch für das Estadio Monumental "U" verantwortlich war. Nach Fertigstellung erhielt die Spielstätte den Namen Estadio Alianza Lima. 2000, also rund ein Vierteljahrhundert nach Einweihung, folgte die Umbenennung in Estadio Alejandro Villanueva, in Gedenken an Alejandro Villanueva (1908–1944), einen der bedeutendsten Spieler des Vereins.
Das Stadion verfügt über vier Flutlichtmasten, die 1980 installiert wurden. Auf dem Areal des Estadio Alejandro Villanueva befinden sich außerdem eine Turnhalle, Stationen für Radio und Fernsehen, eine medizinische Abteilung, mehrere Parkplätze, ein Raum für Pressekonferenzen, einige Verwaltungsämter sowie ein Einkaufszentrum, das der besseren Vermarktung dient und für wirtschaftlichen Aufschwung in diesem Stadtviertel sorgen soll.